# Троянівка (станція)
Троя́нівка — проміжна залізнична станція Рівненської дирекції Львівської залізниці.
Розташована у селищі Троянівка Маневицького району Волинської області на лінії Сарни — Ковель між станціями Маневичі (14 км) та Повурськ (15 км).
Біля станції тече річка Осина, права притока Стоходу.

## Історія
Станцію було відкрито 1902 року під такою ж назвою при будівництві залізниці Київ — Ковель. На станції зупиняються лише приміські потяги.